# Charles Guthrie
Pour les articles homonymes, voir Guthrie.
Charles Ronald Llewelyn Guthrie (né le 17 novembre 1938), baron Guthrie de Craigiebank, est un général britannique qui a fait carrière de 1959 à 2001.
Il a étudié à la Harrow School puis à l'Académie royale militaire de Sandhurst puis est entré en 1959 dans la British Army en commençant par la Welsh Guards.
Il a notamment eu les postes de commandant de la British Army of the Rhine de 1993 à 1994, de Chief of the General Staff de 1994 à 1997 et Chef d'État-Major de la Défense de 1997 à 2001.
En juin 2001, il est créé pair à vie dans la pairie du Royaume-Uni en tant que baron Guthrie de Craigiebank, ce qui lui permet de siéger à la Chambre des lords.
Il est promu Field marshal le 16 juin 2012.